# Bretton Stamler
Bretton Stamler (* 10. März 1987 in Calgary, Alberta) ist ein kanadischer Eishockeyspieler auf der Position des Verteidigers, der seit 2016 bei den Frederikshavn White Hawks in der dänischen Metal Ligaen unter Vertrag steht.

## Karriere
Stamlers Karriere begann in der Saison 2002/03 bei den Sherwood Park Crusaders in der Juniorenliga AJHL in seiner Heimatprovinz Alberta. 2003 wechselte der Kanadier in die Western Hockey League zu den Seattle Thunderbirds und bestritt dort die folgenden vier Spielzeiten. Ab der Saison 2007/08 stand der Verteidiger zunächst in 43 Partien als Kapitän für die Edmonton Oil Kings auf dem Eis, wurde aber noch während der laufenden Spielzeit zum Ligakonkurrenten Swift Current Broncos transferiert.
Zwischen 2008 und 2012 spielte Stamler für das Universitätsteam der University of New Brunswick in der CIS, bevor er im April 2012 zum ECHL-Team Las Vegas Wranglers wechselte. Während der Saison 2012/13 gab der Verein den Spieler an den Ligakonkurrenten Greenville Road Warriors, die ihn wiederum innerhalb der laufenden Spielzeit 2013/14 an die Hartford Wolf Pack in die AHL verliehen. Zur Saison 2014/15 erfolgte ein kurzzeitiger Wechsel zurück in die ECHL zu den Gwinnett Gladiators, ehe Stamler nach nur fünf Spielen abermals nach Hartford ausgeliehen wurde. Bereits kurze Zeit später wechselte der Verteidiger zu den Hamburg Freezers in die Deutsche Eishockey Liga, wo er einen Kontrakt bis Saisonende unterschrieb. Im August 2015 wurde Stamler vom Ligakonkurrenten Augsburger Panther unter Vertrag genommen, wo er in der Saison 2015/16 mit der Trikotnummer 20 auflief.

## Sonstiges
Stamler strebt laut eigenen Aussagen nach der aktiven Karriere ein Jurastudium an und möchte anschließend im Bereich der Spielergewerkschaften bzw. Spieleragenten tätig werden.

## Erfolge und Auszeichnungen
| - 2009 CIS (AUS) All-Rookie Team - 2010 CIS (AUS) Second All-Star Team - 2011 CIS (AUS) Second All-Star Team | - 2011 CIS University Cup mit den New Brunswick Varsity Reds - 2012 CIS (AUS) Second All-Star Team |

## Karrierestatistik
(Legende zur Spielerstatistik: Sp oder GP = absolvierte Spiele; T oder G = erzielte Tore; V oder A = erzielte Assists; Pkt oder Pts = erzielte Scorerpunkte; SM oder PIM = erhaltene Strafminuten; +/− = Plus/Minus-Bilanz; PP = erzielte Überzahltore; SH = erzielte Unterzahltore; GW = erzielte Siegtore; 1 Play-downs/Relegation; Kursiv: Statistik nicht vollständig)